# Das Pendel des Todes
Das Pendel des Todes (Originaltitel: Pit and the Pendulum) ist ein Horrorfilm aus dem Jahr 1961. Regie führte Roger Corman. Der Film entstand nach einer Kurzgeschichte von Edgar Allan Poe mit dem Titel Die Grube und das Pendel.

## Handlung
Don Nicholas Medina bewohnt im Spanien des 16. Jahrhunderts ein kühn auf einer Klippe gelegenes Schloss. Als Kind musste er mit ansehen, wie sein Vater seine Mutter folterte und die noch Lebende in ein Grab einmauerte – als Bestrafung für ihren Ehebruch. Außerdem hat er den plötzlichen Tod seiner eigenen Frau Elizabeth zu beklagen. Der Film setzt ein mit dem Besuch des Bruders von Elizabeth, Francis, dem am Tod seiner Schwester einiges nicht geheuer ist. Schon bald sieht er sich in eine intrigante Geschichte verwickelt, in der die alte Folterkammer des Schlosses eine gewichtige Rolle spielt.

## Synchronisation
Die deutsche Synchronfassung entstand bei der Berliner Union Film. Karlheinz Brunnemann schrieb das Dialogbuch und führte Regie.
| Rolle                    | Darsteller      | Synchronsprecher      |
| ------------------------ | --------------- | --------------------- |
| Nicolas Medina           | Vincent Price   | Curt Ackermann        |
| Francis Barnard          | John Kerr       | Eckart Dux            |
| Elizabeth Barnard Medina | Barbara Steele  | Ilse Kiewiet          |
| Catherine Medina         | Luana Anders    | Renate Heilmeyer      |
| Dr. Charles Leon         | Anthony Carbone | Gert Günther Hoffmann |

## Kritiken
Das Lexikon des internationalen Films urteilte, dass der Film „eine der gelungensten“ Produktionen von Roger Corman sei. Dies liege „an der Kameraarbeit und Farbdramaturgie“.